# Миссури-Сити (Техас)
Миссури-Сити (англ. Missouri City) — город в США в округах Форт-Бенд и Харрис штата Техас. Находится в составе агломерации Большой Хьюстон. Большая часть города расположена в округе Форт-Бенд, небольшая часть — в округе Харрис. По данным переписи 2020 года, население города составляло 74 259 человек, что превышает показатель 2010 года в 67 358 человек.

## География
Город Миссури-Сити расположен в восточной части округа Форт-Бенд, частично простираясь на север, в округ Харрис. Миссури-Сити граничит с Хьюстоном на севере и востоке, Стаффордом на северо-западе, Шугар-Лендом на западе и Арколой на юго-востоке, а также с некорпоративными сообществами, такими как Фифт-стрит на севере, Фресно на востоке и Сиенна-Плэнтейшн на юге. Центр Хьюстона находится в 27 км к северо-востоку. Река Ойстер-Крик протекает в южном направлении через муниципалитет.

## Демография
| Год переписи                                  | Нас.  |  | %±     |
| --------------------------------------------- | ----- |  | ------ |
| 1960                                          | 604   |  | —      |
| 1970                                          | 4136  |  | 584,8% |
| 1980                                          | 24423 |  | 490,5% |
| 1990                                          | 36176 |  | 48,1%  |
| 2000                                          | 52913 |  | 46,3%  |
| 2010                                          | 67358 |  | 27,3%  |
| 2020                                          | 74259 |  | 10,2%  |
| 1960–2020 Десятилетние переписи населения США |       |  |        |

По данным переписи 2010 года, в городе проживало 67 358 человек, 20 228 домохозяйств и 16 711 семей. Расовый состав населения: 24,9% — неиспаноязычные белые, 46,1% — афроамериканцы, 0,4% — коренные американцы, 16,2% — азиаты и 2,9% — представители двух или более рас. Латиноамериканцы любой расы составляли 15,3% населения.